# Serra dels Cupots
La Serra dels Cupots és una serra situada al municipi de Vacarisses a la comarca del Vallès Occidental, amb una elevació màxima de 533 metres.